# Вятърна мелница
 Тази статия е за съоръжение.  За детската играчка вижте вятърна мелница (играчка).  
Вятърна мелница е вид съоръжение, предназначено за производство на механична енергия, използвайки силата на вятъра.

## История
Вятърните мелници са използвани за мелене на зърно и производство на брашно и олио. В днешно време е по-скоро туристическа атракция, защото след създаването на парната машина задвижването на мелницата се извършва от пара или електрически ток. Съвремената технология използва основно вятърните турбини за производство на електрическа енергия ВЕИ..
Историята на създаването на вятърните мелници не е достатъчно изяснена. Според някои изследвания в Законник на Хамурапи има данни за използване на вятърна мелница във Вавилон. В Китай и Персия има данни, че са използвани подобни съоръжения, които се различават от по-късно използваните конструкции в Европа по това, че при тях се използват вертикални оси. При това съоръженията в Персия изискват предпазни стени за скриване на вятърните платна при завъртане на платната срещу вятъра. Счита се, че вятърните мелници са достигнали до Европа във вида, който съществува от VIII век в Персия. Вероятно за придобиване на вида си, с който се разпространяват масово в Европа има намеса на европейските инженери. При тях е характерно хоризонтално разположение на въртящата се ос на перките и въртене на оста към посоката на вятъра.

## В България
Вятърните мелници са разпространени в Добруджа, по крайбрежието на Черно море и в Горнотракийската низина, където липсва възможността за построяване на воденици. В Добруджа вятърните мелници са с 4 или 6 дъсчени крила. След Освобождението започват да се появяват мелници с платнени и повече на брой крила. Устройството им позволява да се завърта цялата постройка по посока срещу вятъра. Върху каменна основа с ширина около 5 m, оградена с дъбови греди, е забит дъбов стълб със страни около 40 cm и височина над основата 160 cm. Постройката е на два етажа. Първият е с височината на средищния кол, а втория – 190 cm и е във вид на еркер. Нагоре завършва със стръмен покрив, като цялата височина на вятърната мелница достига до около 6 m. Мелничните камъни се намират на втория етаж, обикновено един комплект.
Оста на вятърните перки е разположена в лагера на предната и задната стена на горния етаж. Близо до предната стена на оста има голямо зъбчато колело, движещо дървена главина с четвъртити длабове и с четвъртита желязна ос.
Българските преселници в Добруджа от XVIII и XIX в. са заварили вятърните мелници. Признак за това е запазената изцяло турска терминология.

## В изкуството
- Мигел де Сервантес в своята книга Дон Кихот де ла Манча[3] описва сцена, в която дон Кихот атакува вятърни мелници, считайки ги за великани. Оттам произхожда и прословутата фраза „да се бориш с вятърни мелници“, която означава да се бориш с несъществуващ противник или, фигуративно казано, безсмислено действие.
- Разказът на Елин Пелин „Ветрената мелница“ за българското село и филмът от 1958 г. „Сиромашка радост“ в който е включен този разказ с участието на Коста Цонев и Емилия Радева.

## Символи за съобщение
- Край на работното време
- Пауза
- Радостно събитие
- Траурно събитие

В Германия в някои региони в миналото има различни системи за съобщения, които са свързани със сравнителната отдалеченост на тези мелници от останалите селища. При необходимост от използването на техните услуги е било подходящо клиентите да могат да разберат дали те работят или не. Когато крилата на мелниците се въртят това е знак, че има вятър и те работят. Когато не се въртят заради спиране по други причини, положението, на което крилата са спрели показват каква е причината. Има т.нар. „Език на мелницата“ на немски: Mühlensprache.